# Latino Malabranca Orsini
Latino Malabranca Orsini est un cardinal italien né à Rome et décédé le 10 août  (ou 19 juillet) 1294 à Pérouse.
Il est membre de l'ordre des dominicains.

## Repères biographiques
Latino Malabranca Orsini est prieur du couvent de Santa Sabina à Rome et inquisiteur général pendant le pontificat d'Urbain IV.
Créé cardinal par son oncle, le pape Nicolas III, lors du consistoire de 12 mars 1278, il est légat apostolique en Romagne, à Florence et à Bologne. Il pose la première pierre de l'église des franciscains à Florence. En 1289 il est doyen du Collège des cardinaux et, vers 1290, administrateur de l'archidiocèse de Siponto.
Il participe aux conclaves de 1280-1281 (élection de Martin IV), de 1285 (élection d'Honoré IV), de 1287-1288 (élection de Nicolas IV) et de 1292-1294 (élection de Célestin V). 